# Uru (historieta)
El Uru es un metal ficticio en el universo de los cómics del Universo Marvel. Existe sólo en la particular visión de Asgard de estas historietas.

## Características notables
El uru es altamente estable y conserva buenos encantamientos. Su brillo se ha descrito como "hierro mal forjado".
Su ductilidad es desconocida. El uru es muy resistente al daño, y no se conoce caso alguno de que se haya convertido en hilo. 
El uru no brilla y es un metal altamente inmaleable, requiriendo a menudo métodos extremos para forjarlo (por ejemplo, el corazón de una estrella, una fragua encantada, etc.). Incluso así es muy difícil de forjar, las armas y los artículos construidos con uru, especialmente si están encantadas, son resistentes a la mayoría de las formas de daño.
Nota: Su características físicas son difíciles de medir, como la mayoría de las muestras conocidas también están encantadas, las características físicas observadas se enmascaran. Mjolnir sirve de testigo, al manejar grandes impacto físicos bajo temperaturas extremas sin deformarse (por ejemplo, rompiendo meteoritos en el frío del espacio), mientras que la mano de Uroc se rompió manteniéndolo en nitrógeno líquido y recibir después una bala.
La característica principal del uru, según lo descubierto por Tony Stark, es su afinidad natural a la magia. El uru no es solamente fácil de encantar, sino que también absorbe magia como una esponja, volviéndola a dirigir y realzando las cualidades naturales de quien lo maneja. Una armadura de Iron Man provista de combustible de uru podía reconvertir una ráfaga completa del rayo de Mjolnir y de Odinforce en una ráfaga de su Unibeam. La relación simbiótica entre Uru y su usuario trabaja de ambas maneras: un usuario místico, tal como Thor, puede prestar al uru de su arma su propia fuerza, en un proceso que hace al metal más fuerte y más resistente.

## Usos
Debido a su durabilidad y capacidad de llevar a cabo los encantamientos, se forja a menudo en las armas más finas para los guerreros de Asgard.
Se utiliza como el componente dominante en el equipo de varios personajes, incluyendo:
- Martillo de Thor, Mjolnir.
- Lanza de Odín, Gungnir.
- Arma de Beta Ray Bill, Stormbreaker
- Macis de Thunderstrike, ThunderStrike
- Lanza de Geirrodur, Tordenstock
- El cuerpo de Uroc el imparable
- El personal de Vidar
- Espada de Heimdall
- El juego de Thorbuster, desarrollado por Stark en el diseño de un reactor accionado por uru
- El hombre absorbente hizo un gigante de Uru en Thor vol. 1, además en la serie avengers, los héroes más poderosos del planeta, este absorbió uru del martillo de thor en la pelea, y se hizo prácticamente indestructible
- Las bandas de Ulik son de uru
- El brazo de Thor Indigno (Comic The Unworthy Thor).

El uru también se utiliza en las cucharadas de los trolls de Asgard, de ese modo les permite cavar los agujeros hacia otras dimensiones.